# Población de Campos
Población de Campos ist ein Ort am Jakobsweg in der Provinz Palencia der Autonomen Gemeinschaft Kastilien-León.

## Geschichte
Der Name des Ortes bezieht sich auf die „Campi Gothorum“ (Gotischen Felder) der Chronica Albeldense, der erste Wortteil bedeutet Bevölkerung, Ansiedlung. Dokumente erwähnen für den Ort ein Pilgerhospiz der „Caballeros de San Juan“ (Johanniterorden), von dem es aber keine baulichen Zeugnisse gibt.

## Sehenswertes
- Pfarrkirche Santa Magdalena
- Michaelskapelle (Ermita de San Miguel), romanischer Bau aus der Übergangszeit zum 13. Jahrhundert
- Beistandskapelle (Ermita de Virgen del Socorro), beherbergt eine romanische Marienfigur